# Dębicz (powiat średzki)
Dębicz – wieś w Polsce położona w województwie wielkopolskim, w powiecie średzkim, w gminie Środa Wielkopolska.
W latach 1954–1959 wieś należała i była siedzibą władz gromady Dębicz, po jej zniesieniu w gromadzie Środa. W latach 1975–1998 miejscowość należała administracyjnie do województwa poznańskiego.

## Zabytki
- pałac klasycystyczny z ok. poł. XIX w.[4]. Piętrowy z gankiem i z ryzalitem zwieńczonym trójkątnym frontonem na osi.

Zobacz też: Dębicz, Dębicze, Dębiczek